# Brunna
Brunna è un'area urbana della Svezia situata nel comune di Upplands-Bro, contea di Stoccolma. La popolazione risultante dal censimento 2010 era di 3 925 abitanti .